# Йол, Корнелис Корнелисзоон
Корнелис Корнелисзоон Йол (нидерл. Cornelis Corneliszoon Jol) — голландский мореплаватель и пират, известный под прозвищем Деревянная Нога. Прославился грабежами испанских и португальских судов, а также набегами на побережье Бразилии, Вест-Индии и Африки.

## Биография
Корнелис Корнелисзоон Йол родился в 1597 году в посёлке Схевенинген. Его современники отмечали полное отсутствие в нём манер и образованности, но всё это компенсировалось смелостью, упрямством и хорошим владением морскими навыками. За эти успехи он был принят на службу Республики Соединённых провинций в качестве капера. Прозвище Деревянная Нога было получено в 1626 году во время поступления на службу в Ост-Индскую компанию, что говорит о потере ноги ранее этой даты. В ноябре 1635 года он попал в плен и был заключён в тюрму, где просидел около полугода и был отпущен во время обмена заключёнными. При рейде на центрально-африканские острова Сан-Томе и Принсипи, большинство членов команды корабля вместе со своим капитаном подхватили тропическую лихорадку. В конце октября он уже не мог ходить и всё время пребывал в бессознательном состоянии. Корнелис Корнелисзоон Йол скончался 31 октября 1641 года и был похоронен с большими почестями в кафедральном соборе Носса-Сеньора-да-Консейсао. Через год испанцы отвоевали город Сан-Томе и извлекли гроб с останками пирата.

## Каперство

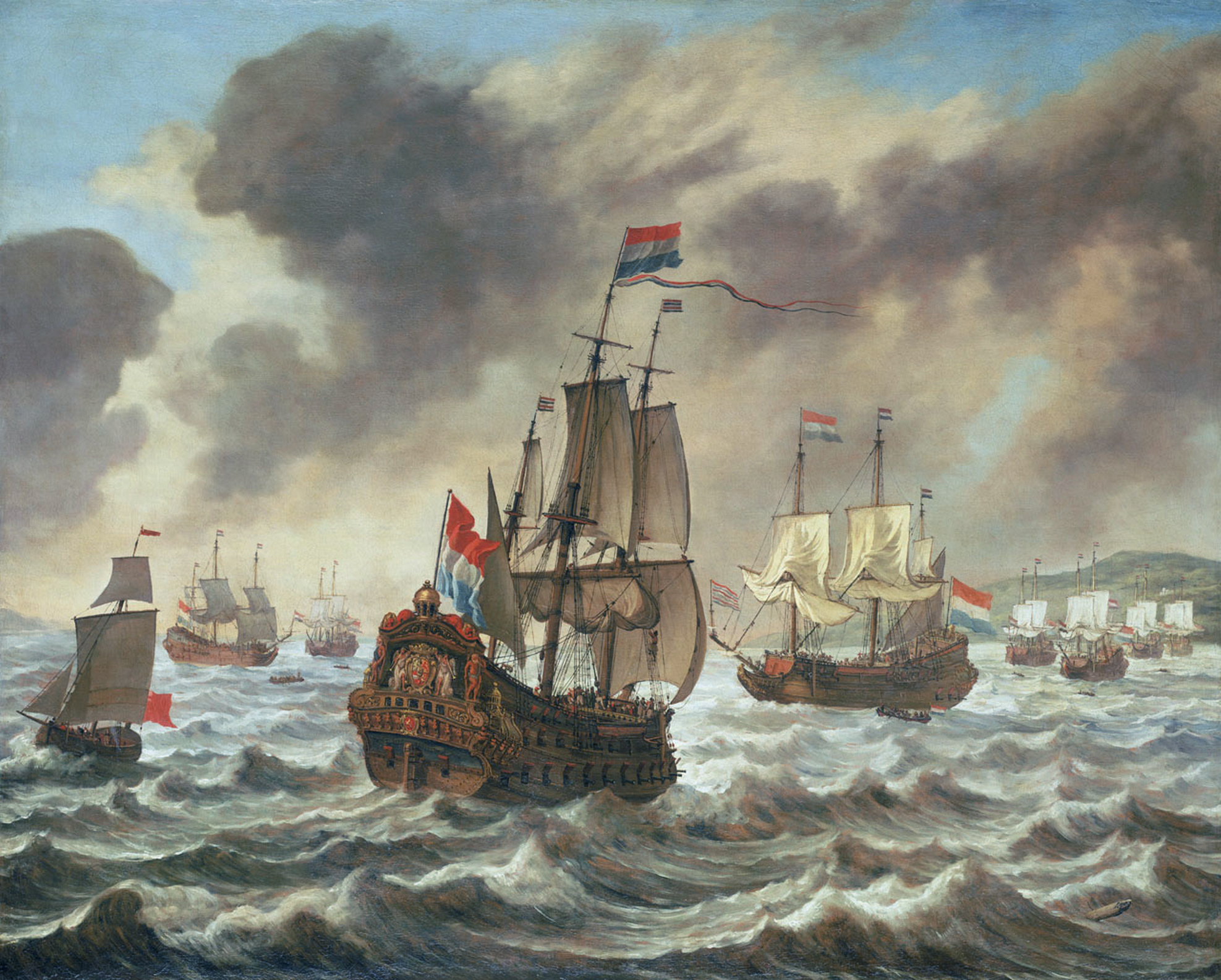
Корнелис Йол — участник сражение у Даунса (1639), где за проявленное мужество стал национальным героем наравне с Мартеном Тромпом и Витте Корнелисзоном де Виттом

Первое плавание Корнелис Корнелисзоон Йол совершил из Текселя в Бразилию, откуда через Вест-Индию вернулся обратно в Тексель. Во время этой экспедиции 1626 года он был капитаном яхты «Оттер». Через год он снова отплыл в Америку в составе эскадры из 12 судов под командованием Дирка Симонсзоона ван Уитгееста. В течение 1628 года Корнелис Йол захватил 3—4 судна, после этого совершил рейд в Карибский бассейн и 23 октября 1628 года вернулся в Тексель. С октября 1629 года он совместно с Дирком ван Уитгеестом провёл каперские миссии и захват португальского острова Фернанду-ди-Норонья. В мае 1630 года Корнелис Йол совместно с кораблями адмиралов Питера Ита и Дирика Рёйтерса отправился на перехват испанского «серебряного флота». Следующая экспедиция была организована в 1631 году. Корнелис Йол командовал «Оттером» в составе эскадры адмирала Неккера, которая отправилась в Вест-Индию. Согласно голландским данным, Корнелис Йол захватил 4 корабля. С октября 1631 года он следовал по маршруту Пуэрто-Бельо-Эспаньола-Санта-Марта, после чего прошёл Юкатанским проливом в Мексиканский залив и вернулся в Тексель с 5 кораблями в качестве добычи. В марте 1633 года он патрулировал воды около Бразилии, после чего отправился в Карибское море. В составе флота адмирала ван Хорна и Диего Мулата совершил нападение на Трухильо (в Гондурасе) и Кампече (в Мексике). В последнем он захватил 22 судна, из которых 9 увёл с собой, а остальные 13 — сжёг. После этого Корнелис Йол возле западной части Кубы захватил фрегат с драгоценным грузом, потопил несколько судов у Пуэрто-Рико и направился в Тексель.
В 1639 году в составе голландской эскадры под командованием Мартена Тромпа Корнелис Йол принял участие в разгроме испанского флота в сражении у Даунса. После этого события в Республике Соединённых провинций он снискал такую славу среди населения, в его честь стали слагать оды и дифирамбы Около 1640 года, Корнелис Йол был воздвигнут в ранг — адмирала.. Спустя многие годы среди населения и голландского флота о Корнелисе Йоле отзывались как о «морском льве», «доблестном морском герое» и ставили в один ряд с Якобом ван Хемскерком, Пит Питерсоном Хайном и Мой Ламбертом.